# 王僧亮
王僧亮（？—？），琅邪临沂人，王珣曾孙，王弘之孙，王锡之子，王僧衍的哥哥。王锡死后，王僧亮承袭为华容县公，南齐取代刘宋后，王僧亮的爵位被降为侯爵，食邑五百户。